# Ropalopus ruber
Ropalopus ruber là một loài bọ cánh cứng trong họ Cerambycidae.